# 山田雄司
山田 雄司（やまだ ゆうじ、1967年4月15日 - ）は、日本の歴史学者。三重大学教授。専攻は日本中世史。学位は博士（学術）。

## 来歴
静岡県に生まれる。静岡県立沼津東高等学校を経て、1991年に京都大学文学部史学科を卒業した。高校まで日本史は不得意だったが、予備校時代の講師や書籍の影響で中世の歴史に関心を持つようになったという。
京都府の亀岡市史編さん室を経て、1998年に筑波大学大学院歴史・人類学研究科史学専攻博士課程を修了し、「崇徳院怨霊の研究」で博士（学術）の学位を取得した。1999年に三重大学人文学部講師となり、以後助教授（2001年）、准教授（2007年）を経て、2011年に教授に就任した。
2012年に大学の方針により、学術研究のなかった忍者を研究する。忍者に関する著書が多数あるほか、2016年に日本科学未来館で開催された「The NINJA」展を監修した。
2017年より大学が設立した国際忍者研究センター副センター長を務める。

## 著書

### 単著
- 『崇徳院怨霊の研究』思文閣出版、2001年2月
- 『跋扈する怨霊 祟りと鎮魂の日本史』吉川弘文館<歴史文化ライブラリー>、2007年8月
- 『怨霊・怪異・伊勢神宮』思文閣出版、2014年6月
- 『怨霊とは何か』中央公論新社<中公新書>、2014年8月、
- “The Spirit of Ninja: A Study of the Global Ninja Craze”Kosaiji Books、2015年
- 『忍者の歴史』KADOKAWA<角川選書>、2016年4月
- 『忍者はすごかった 忍術書81の謎を解く（2017年7月、幻冬舎<幻冬舎新書>
- 『忍者の精神』KADOKAWA<角川選書>、2019年5月

### 共編・校訂
- 『史料纂集 期外 [第3] 第7 北野社家日記 第7』（校訂）続群書類従完成会、2001年9月
- 『史料纂集 古記録編 159　北野社家日記 第8』（山澤学と共校訂）八木書店、2011年2月
- 伊賀忍者研究会 編『忍者の教科書 新萬川集海』（監修)笠間書院、2014年2月
- 『忍者文芸研究読本』(吉丸雄哉、尾西康充と共編著）笠間書院、2014年4月
- 伊賀忍者研究会 編『忍者の教科書2 新萬川集海』（監修）笠間書院、2015年2月
- 『忍者修行マニュアル』（監修）実業之日本社、2015年11月
- 『忍者の誕生』（吉丸雄哉と共編）勉誠出版、2017年3月
- 『忍者・忍術 超秘伝図鑑』（監修）永岡書店、2017年7月
- 『忍者大図鑑 人物・忍具・忍術』（監修）金の星社、2017年12月
- 『そろそろ本当の忍者の話をしよう』（監修）ギャンビット、2018年9月
- 三重大学国際忍者研究センター 著『忍者学講義』（編）中央公論新社、2020年2月、